# 我爱十点钟
《我爱十点钟》是天津人民广播电台文艺广播的一档节目
原《非常一加一》原班人马，DJ白羊&DJ一丁带来全新节目《我爱十点钟》！
频率FM104.6 AM1098 周一至周日每晚22：00-23：00

## 主持人
白羊
一丁

## 常设栏目
冷知识
谁来帮帮忙
反映训练营
随堂大考验
王牌制作人
不可能的任务
友人来了
广播剧：目前播放《电梯奇遇记》全部由两位主持人播讲
听众群主要是在校学生及已经上班工作的年轻人为主

## 节目的联络方式
官方论坛：https://web.archive.org/web/20090226233811/http://forum.enorth.com.cn/forum_28010400_0_0_.html
官方博客：http://blog.sina.com.cn/fm1046woaishidianzhong （页面存档备份，存于）